# Малін Володимир Никифорович
Володимир Никифорович Малін (24 липня 1906, село Яконово Вишневолоцького повіту Тверської губернії, тепер Торжоцького району Тверської області, Російська Федерація — 30 січня 1982, місто Москва) — радянський партійний діяч, 1-й секретар Могильовського обласного комітету КП(б) Білорусі, секретар ЦК КП(б) Білорусі, завідувач загального відділу ЦК КПРС, ректор Академії суспільних наук при ЦК КПРС. Член Бюро ЦК КП(б) Білорусі з 20 травня 1940 по 1 грудня 1947 року. Член Центральної Ревізійної Комісії КПРС у 1956—1966 роках. Депутат Верховної Ради СРСР 2-го, 5—6-го скликання.

## Біографія
Народився 11(24) липня 1906 року в родині склодува. З жовтня 1919 по серпень 1920 року — баночник Хватовського скляного заводу Саратовської губернії.
У серпні 1920 — листопаді 1921 року — секретар земельного відділу Кузнецовського волосного виконавчого комітету Тверської губернії. З листопада 1921 по липень 1922 року — безробітний в селі Яконово Тверської губернії.
У липні 1922 — січні 1925 року — баночник, у січні 1925 — лютому 1927 року — майстер-склодув Яконовського скляного заводу Тверської губернії. У 1925 році вступив до комсомолу.
Член ВКП(б) з грудня 1926 року.
У лютому — червні 1927 року — голова правління споживчого товариства в селі Яконово Тверської губернії.
У червні 1927 — січні 1928 року — майстер-склодув Яконовського скляного заводу.
У січні — червні 1928 року — секретар Кузнецовського волосного комітету ВЛКСМ Вишневолоцького повіту Тверської губернії.
У червні — жовтні 1928 року — відповідальний секретар колективу ВКП(б) Яконовського скляного заводу Тверської губернії.
У жовтні 1928 — жовтні 1930 року — в Червоній армії: курсант, помічник командира взводу полкової школи 142-го стрілецького полку в місті Ржеві Західної області.
У жовтні 1930 — вересні 1931 року — студент 2-го Московського обласного комуністичного вузу в місті Рязані.
У вересні 1931 — липні 1933 року — студент Вищої комуністичної сільськогосподарської школи імені Кірова в місті Ленінграді. У липні 1933 — лютому 1935 року — секретар партійного комітету Вищої комуністичної сільськогосподарської школи імені Кірова в місті Ленінграді. У лютому 1935 — листопаді 1937 року — слухач Інституту червоної професури в Ленінграді.
У листопаді 1937 — жовтні 1938 року — завідувач відділу друку і видавництв ЦК КП(б) Білорусі.
У жовтні 1938 — червні 1939 року — 1-й секретар Могильовського обласного комітету КП(б) Білорусі.
6 червня 1939 — 26 березня 1941 року — секретар ЦК КП(б) Білорусі з пропаганди і агітації.
26 березня 1941 — 1 вересня 1943 року — секретар ЦК КП(б) Білорусі з промисловості.
З серпня 1941 по січень 1942 року — член Військової ради 13-ї армії Південно-Західного фронту. У січні 1942 — січні 1944 року — заступник начальника, начальник Політичного управління Центрального Штабу партизанського руху та заступник начальника Центрального Штабу партизанського руху при Ставці Верховного головнокомандувача в Москві.
26 серпня 1943 — 7 березня 1947 року — 3-й секретар ЦК КП(б) Білорусі. 7 березня — 1 грудня 1947 року — секретар ЦК КП(б) Білорусі з промисловості.
З листопада 1947 по червень 1949 року — слухач Курсів перепідготовки при ЦК ВКП(б); аспірант Академії суспільних наук при ЦК ВКП(б) у Москві.
У червні 1949 — червні 1952 року — секретар Ленінградського міського комітету ВКП(б).
У червні 1952 — грудні 1953 року — інспектор ЦК КПРС у Москві.
У січні 1954 — липні 1965 року — завідувач загального відділу ЦК КПРС.
У липні 1965 — листопаді 1970 року — ректор Академії суспільних наук при ЦК КПРС.
З листопада 1970 року — персональний пенсіонер союзного значення в Москві.
Помер 30 січня 1982 року, похований на Новодівочому цвинтарі Москви.

## Нагороди
- два ордени Леніна
- орден Трудового Червоного Прапора
- орден Червоної Зірки
- медаль «За оборону Москви»
- медалі